# Richia kyune
Richia kyune là một loài bướm đêm trong họ Noctuidae.